# Кыртымья (деревня)
Кырты́мья (Кыртымская, Курнева) — исчезнувшая деревня в Свердловской области России.

## Географическое положение
Располагалась на месте впадения реки Усть-Горной в реку Кыртымья в 317 км к северо-востоку от Екатеринбурга.

## История
Основана в XVIII веке. В 1850 году в Таборинской волости Туринского округа Тобольской губернии. С образованием Носовской волости вошла в её состав. В 1924—1961 годах административно принадлежала к Носовскому сельсовету Таборинского района. 21 апреля 1961 года решением Свердловского облисполкома деревни Кыртымья и Назарово были переданы из состава Носовского сельсовета Таборинского района в административно-территориальное подчинение Крутореченского сельсовета Гаринского района.